# شهرستان تئوچژسکی
شهرستان تئوچژسکی (به لاتین: Teuchezhsky District) یک شهرستان در روسیه است که در آدیغیه واقع شده‌است.